# André Drouet de Dammartin
André Drouet de Dammartin, oppure Dreux de Dammartin (XIV secolo – Jargeau, 1413), è stato un architetto e scultore francese.

## Biografia

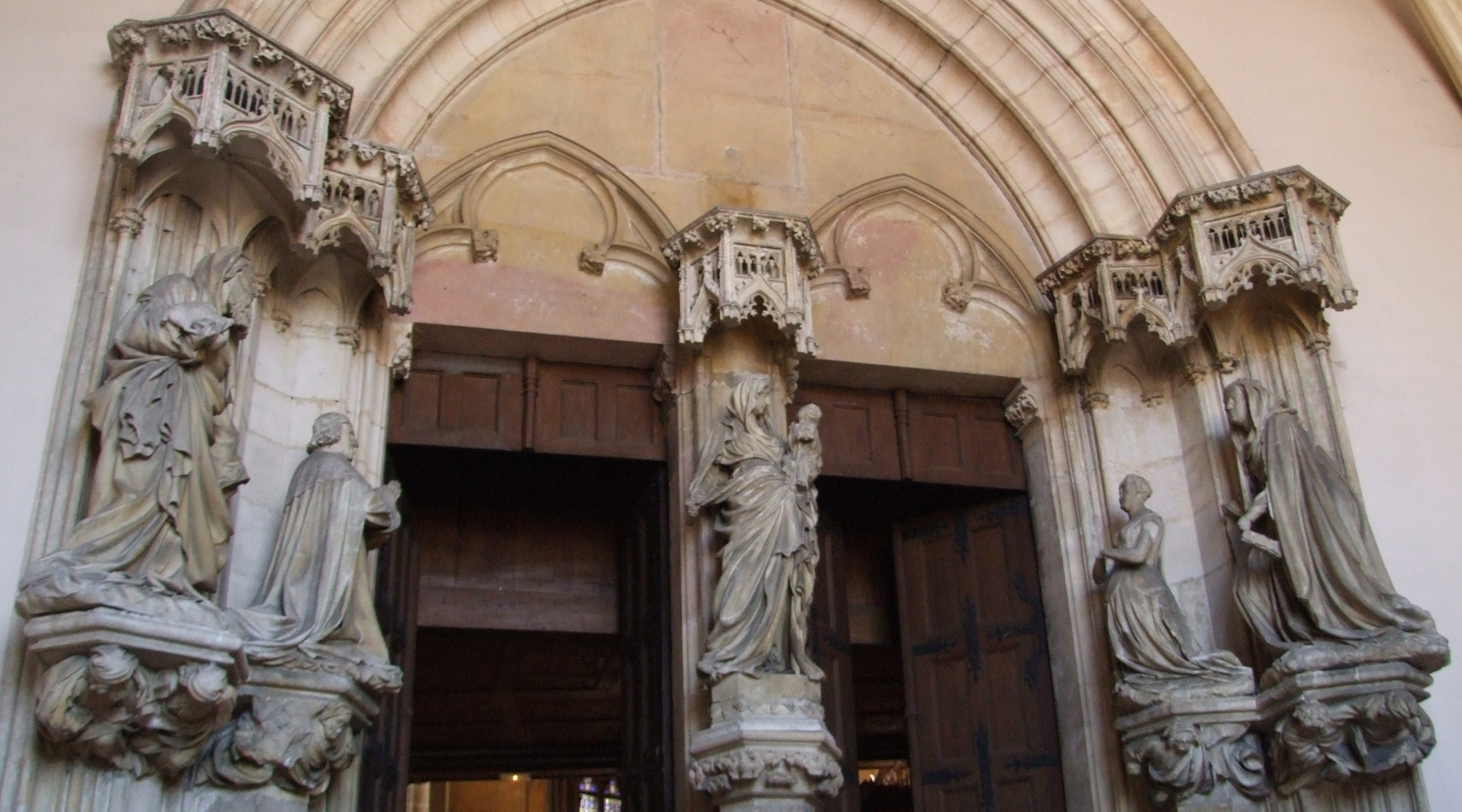
Portale della Certosa di Champmol a Digione

André Drouet de Dammartin fu uno dei più importanti capomastri francesi tra la fine del Trecento e l'inizio del Quattrocento, tanto da poter essere considerato tra gli iniziatori del gotico flamboyant nel suo Paese.
Tra i suoi incarichi giovanili si ricorda quello in cui fu membro della squadra di artisti che, sotto la direzione di Raymond du Temple, lavorò dal 1362 alla Fabbrica del Louvre. Drouet de Dammartin vi eseguì una porta e scolpì le armi di Jeanne de Bourbon, moglie di Carlo V di Francia.
Successivamente partecipò alla commissione di esperti che doveva sovrintendere alla costruzione della cattedrale di Troyes.
Dopo il 1380 entrò al servizio del duca Filippo di Borgogna, che tre anni dopo, lo nominò Maistre général des ouvres dans tous les pays.
Risalì a quel periodo il progetto della celebre Certosa di Saint Etienne a Champmol presso Digione, alla cui costruzione era ancora impegnato nel 1390.
Nel 1384 diresse la costruzione del castello di Rouvres (Côte-d'Or) e del palazzo L'Escluse nelle Fiandre.
Nel 1387 lavorò per il portale del Palazzo Ducale di Digione.
Nel 1398 entrò alla corte del Duca di Berry a Bourges dove sembra abbia partecipato alla costruzione della Sainte-Chapelle a Digione.
Prese parte inoltre alla realizzazione dei castelli di Mehun-sur-Yèvre, di Poitiers, di Lusignano, di Rion, di Bourges, e iniziò quella del castello di Concressault.
Fu anche al servizio del vescovo di Chartres.

## Opere
- Lavorò alla Fabbrica del Louvre (dal 1362):
  - Realizzò una porta e scolpì le armi di Jeanne de Bourbon;
- Costruzione della cattedrale di Troyes (1380);
- Certosa di Champmol presso Digione (1380-1390);
- Costruzione del castello di Rouvres (1384);
- Costruzione del palazzo L'Escluse nelle Fiandre (1384);
- Portale del Palazzo Ducale di Digione (1387);
- Sainte-Chapelle a Digione (1398);
- Castello di Mehun-sur-Yèvre;
- Castello di Poitiers;
- Castello di Lusignano;
- Castello di Rion;
- Castello di Bourges;
- Castello Concressault.